# Ansambel Golte
Ansambel Golte je slovenska narodnozabavna zasedba, ki deluje od leta 2002. Gre za trio zasedbo, ki že od vsega začetka deluje v nespremenjeni zasedbi. Sedež imajo v Mozirju. Izvajajo narodnozabavno, na praznovanjih pa tudi zabavno glasbo.

## Zasedba
Ansambel Golte že od vsega začetka deluje v nespremenjeni zasedbi. Sestavljajo ga:
- Andrej Rak - harmonika, bobni, vokal;
- Gregor Rak - kontrabas, bariton, bas kitara, klaviature, vokal;
- Toni Drobež - kitara, vokal;

Brata Rak sta iz Mozirja, Drobež pa iz Gornjega Grada.

## Delovanje
Začetek delovanja sega v leto 2002, ko sta brata Andrej in Gregor Rak k sodelovanju povabila Tonija Drobeža, ki sta ga spoznala na srečanju godcev. Začeli so vaditi in nastopati na raznih zabavah in koncertih. Z začetkom leta 2003 so se resneje podali v narodnozabavne vode. Njihova prva mentorja sta bila Robi Zupan in Mitja Mastnak. Slednji jih je vodil štiri leta in jim je pomagal dvigniti kvaliteto izvajanja.
Leta 2006 so jih je kot nov mentor začel voditi Igor Podpečan, ki jih je pripravil na prve festivalske nastope. Tega leta so se prvič predstavili na festivalu na Vurberku, kjer so s skladbo Če je ljubezen greh osvojili bronastega zmaja. Naslednje leto so se prvič uvrstili v finale najprestižnejšega festivala Slovenska polka in valček. Nastopili so z valčkom Kmetije ne prodamo. Na drugih dveh festivalih, kjer so to leto nastopili, to je na Vurberku in Števerjanu, so bili nagrajeni. Istega leta so izdali tudi svoj prvi album Če je ljubezen greh. Leta 2008 so se še tretjič predstavili na Vurberku, kjer so poleg 3. nagrade strokovne komisije za izvedbo po bronastem leta 2006 in srebrnem leta 2007 osvojili še zlatega zmaja.
Leta 2009 so na Slovenski polki in valčku zmagali z najboljšo polko Če te luna nosi. Istega leta so izdali istoimenski album. Na najprestižnejšem festivalu so zmagali tudi leta 2011, tokrat v konkurenci valčkov z Nocoj prižgi mi luč. Po tej zmagovalni skladbi so poimenovali tudi tretji album, ki je izšel naslednje leto v sklopu praznovanja 10-letnice ansambla. Ob tem jubileju jih je Občina Mozirje nagradila z zlato plaketo.
V času delovanja so posneli tudi več videospotov. Besedila za skladbe jim pišejo uveljavljeni tekstopisci, med katere spadajo Vera Šolinc, Fanika Požek, Vera Kumprej, Janez Hvale, Majda Rebernik in Igor Pirkovič. Melodije ustvarjata harmonikar ansambla Andrej Rak in Igor Podpečan, pri katerem so posneli že več skladb v njegovi produkciji v studiu Zlati zvoki.

## Uspehi
Ansambel Golte je na festivalih narodnozabavne glasbe dosegel naslednje uspehe:
- 2006: Festival Vurberk – Bronasti zmaj.
- 2007: Slovenska polka in valček – Finalisti festivala.
- 2007: Festival Vurberk – Srebrni zmaj in 1. nagrada za izvedbo.
- 2007: Festival Števerjan – Nagrada za najboljši trio.
- 2008: Festival Vurberk – Zlati zmaj in 3. nagrada za izvedbo.
- 2009: Slovenska polka in valček – Najboljša polka: Če te luna nosi.
- 2011: Slovenska polka in valček – Najboljši valček: Nocoj prižgi mi luč.

## Diskografija
Ansambel Golte je do sedaj izdal tri albume:
1. Če je ljubezen greh (2007)
2. Če te luna nosi (2009)
3. Nocoj prižgi mi luč (2012)

## Največje uspešnice
Ansambel Golte je najbolj poznan po naslednjih skladbah:
- Če je ljubezen greh
- Če te luna nosi
- Kot beli zajčki
- Najlepša si
- Nocoj prižgi mi luč